# 얀 조머

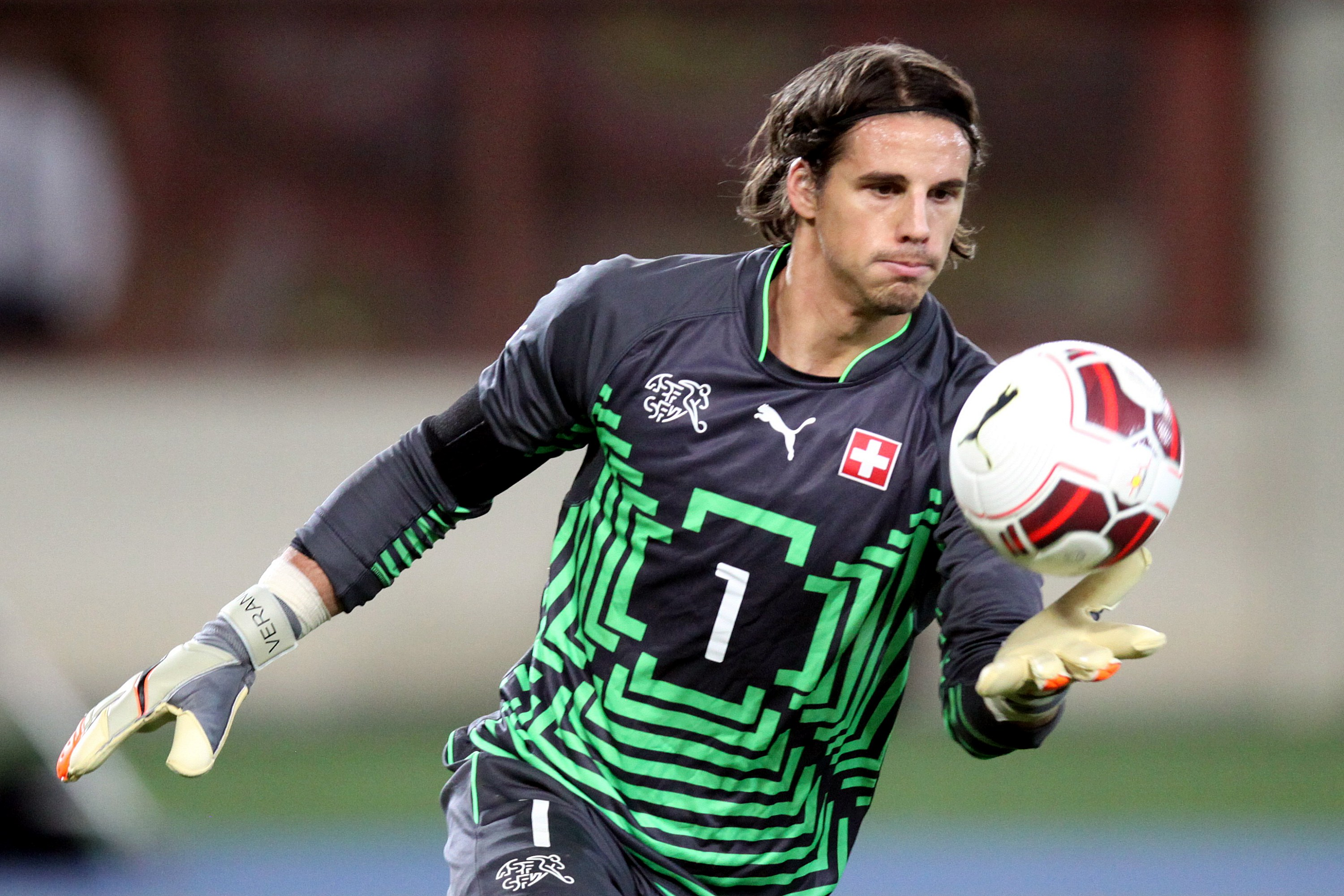
2015년 11월 17일 오스트리아와의 경기 당시의 조머

얀 조머(독일어: Yann Sommer, 1988년 12월 17일~)는 스위스의 축구 선수로, 포지션은 골키퍼이다. 이탈리아 세리에 A의 인테르나치오날레와 스위스 축구 국가대표팀에서 뛰고 있다.

## 클럽 경력
유년 시절, 조머는 지역 클럽인 헤어리베어흐의 유소년팀에서 활약하였고, 이후 콘코르디아 바젤로 이적하였다. 2003년에는 바젤로 이적하였다. 2005년, 그는 바젤과 첫 프로 계약을 체결하였다. 그는 경쟁자들인 야이존 로이트빌러나 오르칸 아브지와 같은 거의 즉시 U-21팀의 주전 골키퍼가 되었고, 프랑코 콘스탄소와 루이스 크레이톤에 이어 1군 써드 골키퍼였다.
2007년 여름, 그는 2011년까지 유효한 연장 계약을 체결하였고, 리저브 팀이 속한 스위스 1. 리가보다 훨씬 경쟁력 있는 환경에서 1군 경험을 쌓기 위해 리히텐슈타인의 파두츠로 임대되었다. 그는 주전 골키퍼 자리를 확보하여 2007-08 시즌의 스위스 챌린지리그 기간 동안 33경기에 출전하였고, 파두츠의 스위스 슈퍼리그 승격에 중대한 역할을 맡았다. 그의 연장 기간은 2009년 1월까지로 연장되었다. 그는 2008년 7월 20일, 2-1로 이긴 루체른과의 원정 경기에서 슈퍼리그 데뷔전을 가졌다. 2009년 1월 7일, 주전 골키퍼 콘스탄소가 부상당함에 따라 바젤로 다시 소환되었다.
그는 2009년 2월 7일, 스타드 드 스위스에서 열린 영 보이즈와의 슈퍼리그 경기에서 바젤 소속으로 처음 출전하였고, 팀은 2-3으로 패하였다. 그는 시즌 잔여 기간 동안 바젤 소속으로 6경기 출전하였다. 2009년 6월 16일, 그는 그라스호퍼로 한 시즌간 임대되었다. 그는 그라스호퍼에서의 한 시즌 동안 33번의 리그 경기에 출전하였다.
2010년 6월 14일, 얀 조머는 바젤과 5년 계약을 체결하였다. 그는 프랑코 콘스탄소의 백업 골키퍼로 활약하였다. 2011년 3월에 바젤은 콘스탄소와 연장 계약을 체결하지 않을 것임을 발표하였고, 그에 따라 조머는 팀의 주전 골키퍼가 되었다. 조머는 2010-11 시즌 동안 5번의 슈퍼리그 경기에 출전하였고, 팀의 리그 우승 주역이 되었다.
2011년 9월 14일, 얀 조머는 2-1로 이긴 오첼룰 갈라치와의 홈경기에서 UEFA 챔피언스리그 첫 경기를 치르었다. 그는 시즌 끝에 리그 타이틀과 스위스컵 타이틀 획득으로 더블을 달성한 2011-12 시즌의 주전 골키퍼였다.
스위스 슈퍼리그 2012-13 시즌 종료 후, 조머는 또다른 리그 타이틀을 획득하여 3연패를 달성하였는데, 그는 36번의 리그 경기에 모두 출전하였다. 그는 이 시즌의 스위스컵에서 준우승을 차지하였다. UEFA 유로파리그 2012-13에서 바젤은 준결승전까지 진출하였으나, 이 라운드에서 UEFA 챔피언스리그 우승팀인 첼시에게 합계 2-5로 패하며 탈락하였다.

### 보루시아 묀헨글라트바흐
2014년 3월 10일, 그는 2014년 7월 1일부터 유효한 분데스리가의 묀헨글라트바흐와 5년 계약을 체결하기로 합의하였다.

### 바이에른 뮌헨

#### 22-23 시즌
2023년 1월 19일, 얀 조머는 바이에른 뮌헨과 2025년까지 유효한 계약을 체결하며 바이에른 뮌헨으로 이적했다.
2023년 4월 11일, 조머는 바이에른 뮌헨이 에티하드 스타디움에서 맨체스터 시티에게 0대 3으로 패배한 22-23 UEFA 챔피언스리그 8강 1전에서 선발로 출전해 그의 44번째 UEFA 챔피언스리그 경기를 소화했다.
34분 조머는 잭 그릴리시에게 가려는 공을 손으로 쳐냈고 쳐낸 공을 받은 일카이 귄도안이 왼발로 찬 공을 왼쪽 다리로 막았고 57분 후벵 디아스가 페널티 에이리어 안에서 오른발 바깥쪽으로 찬 공을 왼손으로 걷어냈다. 조머는 76분 훌리안 알바레스가 골대 오른쪽 아래로 낮게 찬 공을 몸을 넘어지며 막아냈고 87분 로드리의 헤더를 손끝으로 튕겨냈다. 조머는 이 경기에서 총 6개의 선방을 기록했지만 맨체스터 시티의 3골을 허용했다.
2023년 5월 17일, 조머는 위장 문제로 인해 팀훈련에 불참했다.

### 인테르나치오날레
2023년 8월 7일, 세리에 A의 인터 밀란으로 이적했다.

## 국가대표 경력
얀 조머는 U-16 국가대표팀, U-17 국가대표팀, U-19, U-21 국가대표팀을 포함하여 다양한 연령대의 스위스의 청소년 국가대표팀 일원이었다. 조머는 2003년 8월 26일에 스위스 U-16 국가대표팀 첫 출전을 기록하였으나, 이 경기에서 독일 U-16 국가대표팀에 0-5로 패하였다. 2003년 11월 20일, 그는 1-1로 비긴 잉글랜드 U-17 국가대표팀과의 경기에서 U-17 국가대표팀 경기에 처음으로 출전하였다.
2007년 8월 22일, 조머는 2-1로 이긴 벨기에 U-21 국가대표팀과의 경기에서 스위스 U-21 국가대표팀 데뷔전을 치르었다. 그는 2011년 6월 11일부터 25일까지 덴마크에서 열린 2011년 UEFA U-21 축구 선수권 대회 당시 스위스 U-21 국가대표팀의 골키퍼이자 주장이었다. 스위스는 2011년 6월 25일에 열리는 2011년 UEFA U-21 축구 선수권 대회 결승전에 무실점으로 진출하였으나, (UEFA 수식어: 얀 조머 골키퍼의 무실점 행진 - 전례 없는 기록 행진–) 스페인 U-21 국가대표팀에게 2-0으로 패하였다. 이 경기는 조머의 U-21 국가대표팀 마지막 경기였다.
2012년 5월 30일, 조머는 루체른의 스위스포어아레나에서 열린 루마니아와의 친선경기에서 성인 국가대표팀 데뷔전을 치르었다. 2014년 5월 13일, 그는 히츠펠트 감독에 의해 브라질에서 열리는 2014년 FIFA 월드컵의 스위스 국가대표팀 최종 23인 엔트리에 발탁되었다.

## 출전 통계
match played 6 January 2025  기준
| Club                     | Season       | League                 | Total | Total |
| Club                     | Season       | Division               | Apps  | Goals |
| ------------------------ | ------------ | ---------------------- | ----- | ----- |
| Basel U21                | 2005–06      | Swiss 1. Liga          | 12    | 0     |
| Basel U21                | 2006–07      | Swiss 1. Liga          | 24    | 0     |
| Basel U21                | 2010–11      | Swiss 1. Liga          | 6     | 0     |
| Basel U21                | Total        | Total                  | 42    | 0     |
| Vaduz (loan)             | 2007–08      | Swiss Challenge League | 35    | 0     |
| Vaduz (loan)             | 2008–09      | Swiss Super League     | 19    | 0     |
| Vaduz (loan)             | Total        | Total                  | 54    | 0     |
| Basel                    | 2008–09      | Swiss Super League     | 7     | 0     |
| Basel                    | 2010–11      | Swiss Super League     | 9     | 0     |
| Basel                    | 2011–12      | Swiss Super League     | 43    | 0     |
| Basel                    | 2012–13      | Swiss Super League     | 58    | 0     |
| Basel                    | 2013–14      | Swiss Super League     | 53    | 0     |
| Basel                    | Total        | Total                  | 170   | 0     |
| Grasshoppers (loan)      | 2009–10      | Swiss Super League     | 33    | 0     |
| Borussia Mönchengladbach | 2014–15      | Bundesliga             | 48    | 0     |
| Borussia Mönchengladbach | 2015–16      | Bundesliga             | 41    | 0     |
| Borussia Mönchengladbach | 2016–17      | Bundesliga             | 50    | 0     |
| Borussia Mönchengladbach | 2017–18      | Bundesliga             | 33    | 0     |
| Borussia Mönchengladbach | 2018–19      | Bundesliga             | 35    | 0     |
| Borussia Mönchengladbach | 2019–20      | Bundesliga             | 42    | 0     |
| Borussia Mönchengladbach | 2020–21      | Bundesliga             | 39    | 0     |
| Borussia Mönchengladbach | 2021–22      | Bundesliga             | 36    | 0     |
| Borussia Mönchengladbach | 2022–23      | Bundesliga             | 11    | 0     |
| Borussia Mönchengladbach | Total        | Total                  | 335   | 0     |
| Bayern Munich            | 2022–23      | Bundesliga             | 25    | 0     |
| Inter Milan              | 2023–24      | Serie A                | 43    | 0     |
| Inter Milan              | 2024–25      | Serie A                | 25    | 0     |
| Inter Milan              | Total        | Total                  | 68    | 0     |
| Career total             | Career total | Career total           | 736   | 0     |

## 수상

#### 파두츠
- 스위스 챌린지리그 : 2007-08
- 리히텐슈타인 풋볼 컵 : 2007-08

#### 바젤
- 스위스 슈퍼리그 : 2010–11, 2011–12, 2012–13, 2013–14
- 스위스컵 : 2011–12

#### 바이에른 뮌헨
- 분데스리가 : 2022-23

#### 인테르나치오날레 밀라노
- 세리에 A : 2023-24
- 수페르코파 이탈리아나 : 2023

#### 스위스
- UEFA U-21 유로 : 준우승 (2011)

### 개인
- UEFA U-21 유로 대회 베스트 : 2011
- 스위스 슈퍼 리그 올해의 팀 : 2013–14
- 세리에 A 올해의 팀 : 2023-24
- ESM 올해의 팀 : 2023-24
- 스위스 올해의 선수 : 2016, 2018, 2021
- 디 애슬레틱 유럽 시즌의 팀 : 2023-24
- 키커 랑리스테 : IK 14회, NK 1회